# المضیبی
شهرستان مضیبی (به عربی:  ولایة المضیبی ) یکی از شهرستانهای منطقه شرقی در کشور پادشاهی عمان است.

## جمعیت
جمعیت آن در حدود ۵۱۶۹۶ هزار نفر می‌باشد.